# Pinot bianco
Il Pinot bianco è un vitigno a bacca bianca.
Per gli ampelografi (gli studiosi delle caratteristiche morfologiche dei vitigni), il Pinot bianco ha sempre rappresentato fonte di ampia discussione. Ormai assodato che si tratta (così come il Pinot grigio) di una variante genetica del Pinot nero, è stato infatti a lungo confuso con lo Chardonnay (del quale d'altra parte possiede numerose caratteristiche comuni). Fino a quindici anni fa in Italia era spesso indicato come Pinot-Chardonnay e negli anni successivi alla fillossera spesso nel nord Italia le due varietà sono state reimpiantate l'una al posto dell'altra o insieme. Il vitigno è originario della Germania; in Alsazia raggiunge i migliori risultati qualitativi, ma è stato anche "esportato" in Stati Uniti, America latina e Australia. In Italia originariamente ha trovato il suo clima adatto in Friuli, in Lombardia, in Trentino e nell'Alto Adige. La sua diffusione in Toscana risale invece al '700, quando i Lorena, granduchi di Toscana, ne favorirono la coltivazione. In Italia i Pinot bianco di maggior pregio vengono da alcune zone del Friuli e dell'Alto Adige. In queste zone particolarmente adatte al vitigno, le rese per ettaro sono molto basse e questo consente di produrre un vino bianco molto strutturato, morbido e grasso, che è anche adatto alla maturazione in barrique e si presta a essere invecchiato.
Il Pinot bianco è particolarmente adatto ad essere spumantizzato e quindi entra a far parte delle cuveé dei migliori spumanti italiani del Friuli, del Trentino e della Franciacorta.